# Maladera allonitens
Maladera allonitens (лат.) — вид пластинчатоусых жуков рода Maladera из подсемейства хрущей (Scarabaeidae).

## Распространение
Китай.

## Описание
Пластинчатоусые жуки среднего размера. Тело продолговато-овальное, красновато-коричневое, усики жёлтые, блестящие, дорсальная сторона почти голая. Длина тела: 8,1–9,5 мм, длина надкрылий: 6,1–7,3 мм, ширина: 4,8–5,4 мм. Личинки, предположительно, как и у близких видов, живут в почве, питаются корнями растений.

## Систематика и этимология
Вид был впервые описан в 2021 году по материалам из Китая. Наиболее близок к виду Maladera nitens, от которого отличается редуцированной правой парамерой, которая отчётливо короче левой. Название нового вида происходит от объединенного греческого префикса «allo-» и названия близкого вида «nitens», что связано с его сходством с M. nitens.